# Klein-Salzmelde
Die Klein-Salzmelde, Kleine Salzmelde oder Kleine Sode (Suaeda prostrata) ist eine Pflanzenart aus der Unterfamilie Suaedoideae in der Familie der Fuchsschwanzgewächse (Amaranthaceae). Sie besitzt eine pontisch-pannonisch-südsibirische Verbreitung und kommt selten im österreichischen Seewinkel vor. Die Art ist in Europa jahrzehntelang von Botanikern verwechselt und fälschlich als Suaeda pannonica benannt worden (siehe Abschnitt Systematik).

## Beschreibung

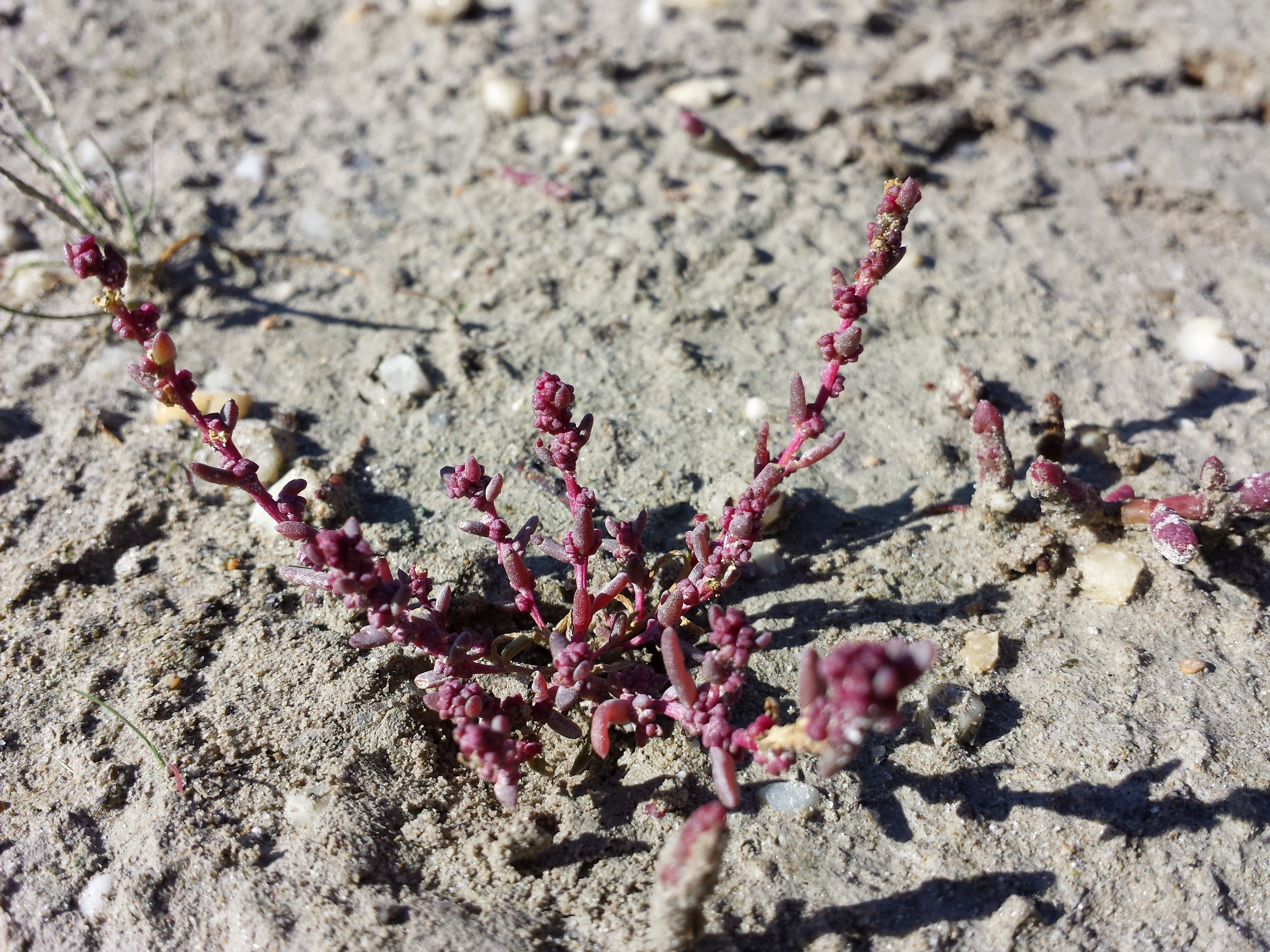
Zierliches Exemplar der Klein-Salzmelde

### Vegetative Merkmale
Die Klein-Salzmelde ist eine einjährige krautige Pflanze. Die Pflanzenteile sind kahl und frischgrün bis grasgrün, später oft purpurrot gefärbt, sie werden beim Trocknen niemals schwarz. Die zierlichen Haupt-Sprossachsen wachsen meist niederliegend bis aufsteigend (sehr selten aufrecht), sie erreichen nur Wuchshöhen von 3 bis 15 (selten bis zu 35) cm und einen Stängeldurchmesser von (1) 1,5 bis 2 (2,5) mm. Vom Grund an entspringen aus jeder Blattachsel Seitenzweige, die unteren sind verlängert und ähneln den Hauptachsen. Alle Achsen enden mit dichten ährenförmigen Blütenständen. Ältere Stängel sind zur Fruchtzeit meist hellbraun und nach dem Abwurf der Laubblätter durch die Blattnarben rau. Weiter oben sind die Achsen zur Fruchtreife purpurrot verfärbt und nicht brüchig.
Die Laubblätter sitzen mit Ausnahme der untersten Blattpaare wechselständig am Stängel. Ihre einfache, fleischige Blattspreite ist linealisch, oft gebogen, auf der Oberseite flach, auf der Unterseite konvex gewölbt, mit einer Länge von 5 bis 15 (20) mm  und einer Breite von (0,5) 0,7 bis 1,3 (1,5) mm. Sie verfärben sich zur Fruchtreife meist purpurrot und werden niemals schwärzlich.

### Blütenstände und Blüten
In den Achseln der oberen Blätter stehen drei bis fünf, selten bis zu sieben Blüten in Knäueln, die in dichten scheinährigen Blütenständen zusammensitzen. Diese Tragblätter sind kürzer als die Laubblätter, aber (bis auf die obersten) deutlich länger als die Internodien und die Blütenknäuel. Die Blütenknäuel weisen kleine eiförmige Vorblätter von 0,5 mm Länge auf.
Die zwittrigen Blüten besitzen eine Blütenhülle aus fünf einwärts gekrümmten, eiförmigen, hautrandigen Tepalen. Es sind drei bis fünf Staubblätter vorhanden (selten fehlen diese). Der Fruchtknoten trägt zwei Narben.
Die Blütezeit der Klein-Salzmelde reicht von Juli bis September, die Fruchtreife von September bis Oktober.

### Früchte und Samen
Nach der Blüte vergrößert sich bei den seitlichen Blüten des Knäuels die Blütenhülle und wird stumpf fünfkantig, fast radiär, und erreicht 1,2 bis 1,7 mm im Durchmesser. Die konvexen, nach innen gewölbten Tepalen sind etwa gleich groß und weisen im frischen Zustand keine oder nur schwache Höcker auf. (Bei Herbarmaterial können durch das Einschrumpfen der fleischigen Tepalenzipfel als Trocknungsartefakt jedoch Kiele oder Höcker entstehen).
Es werden zwei verschiedene Fruchttypen mit unterschiedlichen Samen erzeugt (Heterokarpie): Kleine, dickschalige, schwarze Samen mit rundlichem Umriss, undeutlichem Schnabel (Radicula) und einem Durchmesser von 0,8 bis 1,1 mm, mit deutlich skulpturierter, matter bis schwach glänzender Oberfläche. Sie werden von der Blütenhülle teilweise freigegeben. Außerdem entstehen große, dünnschalige, hellbraune Samen mit fast kreisrundem Umriss und 0,9 bis 1,3 mm Durchmesser mit deutlich hervortretendem spiraligen Embryo. Sie bleiben von den Blütenhüllblättern umschlossen. Bei größeren Pflanzen mit guter Nährstoffversorgung ist der Anteil der dünnschaligen Samen höher, dagegen bilden sehr kleine, stark sukkulente Pflanzen vor allem dickschalige Samen aus.

### Unterscheidungsmerkmale
Als Unterscheidungsmerkmale zur Groß-Salzmelde (Suaeda pannonica) können die zartere Wuchsform, die kürzeren Laubblätter, die symmetrische Fruchthülle ohne höckerige Tepalenzipfel und die kleineren Samen dienen. Außerdem unterscheiden sich die Standortsansprüche der beiden Arten.

### Chromosomenzahl
Die Chromosomenzahl beträgt 2n = 18 (2x).

## Vorkommen und Gefährdung
Das Verbreitungsgebiet der Klein-Salzmelde umfasst das Pannonische Becken, Kroatien, die Ukraine und Russland (mittlere Wolga), Nordwest-Kasachstan und Süd-Sibirien. Auch in der „Flora of China“ wird diese Art aufgeführt.
In Österreich kommt die Klein-Salzmelde nur noch selten im Nord-Burgenland am Ostufer des Neusiedler Sees vor. Einstige Fundorte lagen auch an dessen Nordost- und Nordufer, sowie in Niederösterreich am Nordrand des Wiener Beckens (zwischen Gallbrunn und Margarethen am Moos) und im nördlichen Weinviertel (beispielsweise bei Retz, Saliterheide bei Zwingendorf). Diese erloschenen Vorkommen lagen an der westlichsten Arealgrenze. Die Klein-Salzmelde gilt in Österreich als stark gefährdet, in Niederösterreich als ausgestorben.
Die Klein-Salzmelde ist ein Halophyt und besiedelt feuchte, im Sommer austrocknende, teils stark beweidete Salzfluren auf kochsalz- und nährstoffreichen Solontschak-Böden. Dort kommt sie öfter zusammen mit Pannonien-Glasschmalz (Salicornia prostrata) vor, seltener gemeinsam mit der Groß-Salzmelde (Suaeda pannonica).

## Systematik und Verwechslungsgeschichte
Die Erstbeschreibung von Suaeda prostrata erfolgte 1803 durch Peter Simon Pallas (in: Illustrationes Plantarum 55, tab. 47.). Synonyme für Suaeda prostrata Pall. sind Chenopodina prostrata (Pall.) Moq. und Suaeda maritima subsp. prostrata (Pall.) Soó. Als weitere Synonyme werden Schoberia parviflora Less. und Suaeda parviflora (Less.) Moq. genannt.
Suaeda prostrata Pall. gehört zur Sektion Brezia in der Untergattung Brezia innerhalb der Gattung Suaeda.
Die Klein-Salzmelde ist von österreichischen und ungarischen Botanikern jahrzehntelang mit einem falschen wissenschaftlichen Namen bezeichnet worden, nämlich als Suaeda „pannonica“. Der Irrtum fand sich seit dem 19. Jahrhundert in den meisten Florenwerken und vegetationsökologischen Schriften und auch in der „Liste der Gefäßpflanzen Mitteleuropas“. Diese Falschbenennung von Suaeda prostrata wurde erst 1990 durch den tschechischen Botaniker Pavel Tomšovic entdeckt. Die doppelte Verwechselung der Groß-Salzmelde (der echten Suaeda pannonica) wurde 1996 durch Helmut Freitag & al. berichtigt.
Die korrekten Namen werden in der Literatur verwendet ab der 2. Auflage der Roten Liste für Österreich (Niklfeld & Schratt – Ehrendorfer 1999), der 93. Auflage der Schmeil/Fitschen-Flora (Seybold 2006), der 2. Auflage der Österreichischen Exkursionsflora (Fischer & al. 2005) sowie der Ungarischen Exkursionsflora (Király 2009). Bei allen älteren Werken ist Suaeda prostrata immer unter Suaeda „pannonica“ aufgeführt!